# Паркерос
Паркерос — опустевшая деревня в Корткеросском районе республики Коми в составе сельского поселения Нёбдино.

## География
Расположена на правобережье Вычегды примерно в 33 км по прямой на восток-северо-восток от районного центра села Корткерос.

## История
Известна была с  1678 года как  починок Парфеновской за рекою Нобдинкою. В 1859 году Паркеровская (Паркерос).

## Население
Постоянное население не было учтено как в 2002 году, так и в 2010 .